# Bobi Ladawa Mobutu
Bobi Ladawa Mobutu (sinh ngày 2 tháng 9 năm 1945) là vợ cũ của tổng thống, nhà độc tài Mobutu Sese Seko, người cai trị Zaire (nay là Cộng hòa Dân chủ Congo) trong khoảng thời gian từ năm 1965 đến năm 1997.
Bà sinh ra tại Dula ở tỉnh Équateur và theo học một trường tu Công giáo La Mã ở thủ đô Kinshasa trước khi bắt tay vào công việc giảng dạy. Năm 1977, bà lấy Tổng thống Mobutu và có con ngay cả khi người vợ đầu tiên của Tổng thống, bà Marie-Antoinette, chưa qua đời. Ngày 1 tháng 5 năm 1980, bà kết hôn với Tổng thống Mobutu ngay trước thềm cuộc viếng thăm của Giáo hoàng John Paul II. Tuy nhiên, Đức Giáo hoàng đã từ chối điều hành lễ cưới. Họ có bốn người con, trong đó có ba con trai: Gyala, Ndokula, and Nzanga; và một con gái: Toku.
Bobi Ladawa Mobutu được cho là có liên quan sâu sắc đến các vụ tham nhũng khá rầm rộ trong chế độ cai trị của Tổng tống Mobutu. Năm 1996, một bộ trưởng sợ rằng mình sắp bị sa thải trong một cuộc cải tổ nội các sắp tới. Ông ta đã đích thân thăm tổng thống Mobutu và gia đình bằng cách bay tới cung điện của Mobutu tại thủ phủ Gbadolite, đem theo 1 triệu đô la Mỹ trong vali làm quà cho Bobi Ladawa. Do vậy khi cải tổ nội các, ông ta được thăng chức lên Phó thủ tướng.
Tháng 5 năm 1997, Chính quyền độc tài Mobutu bị lật đổ. Mobutu biến nơi sống lưu vong thành đất ăn chơi xa xỉ nhờ hàng tỷ đô la Mỹ mà ông ta đã biển thủ trong thời gian cầm quyền. Bobi Ladawa đi cùng ông đến nơi lưu vong cuối cùng ở Marốc và ở bên giường bệnh khi ông ta qua đời vì bệnh ung thư tuyến tiền liệt vào tháng 9 năm 1997. Và vẫn sống lưu vong với chị gái sinh đôi Kosia tại Rabat, nơi chôn cất Mobutu; tại Faro, Bồ Đào Nha, nơi hai chị em cất giấu tài sản; tại Brussels và tại Paris.